# Parafia św. Andrzeja Apostoła w Wyszkach
Parafia pw. Świętego Andrzeja Apostoła w Wyszkach – rzymskokatolicka parafia należąca do dekanatu bielskiego, diecezji drohiczyńskiej, metropolii białostockiej. Erygowana 19 czerwca 1457 roku.

## Obszar parafii

### Miejscowości i ulice
W granicach parafii znajdują się miejscowości:

- Kalinówka,
- Kowale,
- Krupice,
- Łubice,
- Łuczaje,
- Mieszuki,
- Niewino Borowe,
- Niewino Leśne,
- Pulsze,
- Sasiny,
- Szczepany,
- Szpaki,
- Tworki,
- Warpechy Nowe,
- Warpechy Stare,
- Wyszki
- Zakrzewo